# Andrônico Ducas Comneno Paleólogo
Andrônico Ducas Comneno Paleólogo (em grego: Ανδρόνικος  Δούκας Κομνηνός Παλαιολόγος; romaniz.: Andronikos Doukas Komnēnós Palaiologos; 1190 - Tessalônica, 1248/1252) foi grande doméstico e governador das possessões europeias do Império de Niceia e pai do futuro imperador bizantino Miguel VIII Paleólogo, o fundador da dinastia paleóloga.

## Biografia

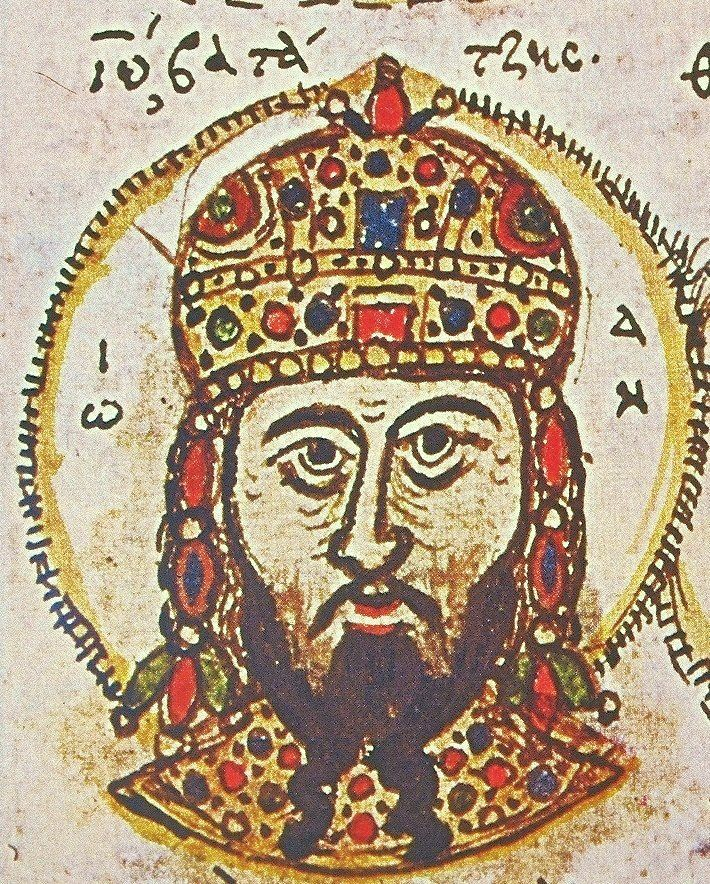
Iluminura de r.

Andrônico foi o filho do mega-duque Aleixo Paleólogo e Irene Comnena, e tataraneto do fundador da família, Jorge Paleólogo. Provavelmente nasceu ca. 1190, e teve outro irmão, Miguel, que foi aparentemente o mais velho dos dois. Nada se sabe de seus primeiros anos. Foi nomeado grande doméstico (comandante-em-chefe) do Império de Niceia, mas fontes diferem sobre quando e por quem: Nicéforo Gregoras registra que isto foi feito por Teodoro I Láscaris (r. 1204–1222), enquanto Jorge Acropolita afirma que isso foi feito pelo sucessor de Teodoro I, João III Ducas Vatatzes (r. 1222–1254), logo após sua ascensão; historiadores modernos geralmente consideram a última mais provável.
Em 1224, Andrônico foi enviado para a região do rio Escamandro, recém recuperada do Império Latino, de modo a organizar sua administração como exisotes. Isto foi provavelmente antes de ser feito grande doméstico. Em 1233, foi enviado como chefe de uma expedição contra o governante semi-independente de Rodes, o césar Leão Gabalas, a quem forçou a reconhecer a suserania nicena. Em 1241, Andrônico seguiu João III Vatatzes em suas campanhas na Macedônia, e no cerco de Tessalônica.  A campanha foi interrompida, contudo, devido a invasão mongol da Ásia Menor, forçando Vatatzes a contentar-se com o reconhecimento de sua autoridade pelo governante da cidade, João Comneno Ducas, que tinha anteriormente clamado o título imperial para si. Em dezembro de 1246, após a captura final de Tessalônica, Andrônico foi deixado para trás na cidade como seu governante e como governador-general (pretor) de todas as possessões nicenas ganhas na Macedônia, enquanto Vatatzes retornou para Ásia Menor. Durante seu mandato, seu filho mais velho, o futuro imperador Miguel VIII Paleólogo, veio para servir sob ele nas cidades de Serres e Melecino.
A data da morte de Andrônico é desconhecida. Tradicionalmente tem sido datada em 1247, uma vez que Acropolita afirma que foi logo após sua nomeação em Tessalônica, mas pesquisas mais recentes mostram que morreu em algum momento entre 1248-1252. Foi sucedido como grande doméstico por seu genro, Nicéforo Tarcaniota, e como governador-general em Tessalônica por Teodoro File.

## Família
Em ca. 1213, Andrônico Paleólogo se casou com Teodora Comnena Paleóloga. Teodora foi de linhagem ilustre como a filha do déspota Aleixo Paleólogo e Irene Comnena Angelina, a filha mais velha do imperador bizantino Aleixo III Ângelo (r. 1195–1203); até sua morte em 1203, o déspota Aleixo Paleólogo foi também o herdeiro aparente de Aleixo III. Juntos, o casal teve ao menos quatro crianças:
- Maria-Marta (n. ca. 1214/1215), que casou-se com Nicéforo Tarcaniota.
- Irene Comnena Paleóloga (ca. 1218), que casou-se com João Comneno Ângelo Cantacuzeno
- O imperador Miguel VIII Paleólogo (1224/5).
- João Ducas Paleólogo (após 1225), que se casou-se com uma membro da família Tornício.

Após a morte de Teodora, Andrônico se casou novamente, mas o nome de sua segunda esposa é desconhecido. Com ela teve outro filho, Constantino Ângelo Comneno Ducas Paleólogo (ca. 1230), que se casou com Irene Comnena Lascarina Branena. Com uma de suas esposas, Andrônico também teve uma terceira filha, cujo nome é desconhecido.